# Operclipygus conquisitus
Operclipygus conquisitus är en skalbaggsart som först beskrevs av Lewis 1902.  Operclipygus conquisitus ingår i släktet Operclipygus och familjen stumpbaggar. Inga underarter finns listade i Catalogue of Life.